# The Ranch
The Ranch és una sitcom estatunidenca per a Web TV protagonitzada per Ashton Kutcher, Danny Masterson, Debra Winger, Elisha Cuthbert, i Sam Elliott que es va estrenar el 2016 a Netflix.
Mentre l'entradeta de la sèrie mostra llocs de Norwood i Ouray (Colorado) i dels voltants dels comtats d'Ouray i San Miguel, The Ranch es va filmar en un escenari sonor davant d'un públic a Burbank (Califòrnia). Cada temporada compta amb 20 episodis dividits en dues parts, cadascuna de les quals contenent 10 episodis; els episodis tenen una durada aproximada de 30 minuts.